# Gagrella tricolor
Gagrella tricolor is een hooiwagen uit de familie Sclerosomatidae.